# Free (album Gavina DeGrawa)
Free – trzeci album studyjny Gavina DeGrawa, wydany 31 marca 2009.

## Informacje
Album rozpoczęto nagrywać pod koniec 2008, a ukończony został w styczniu 2009. Do sprzedaży trafił 31 marca 2009, czyli mniej niż rok od ostatniego albumu (Gavin DeGraw).

## Single
Pierwszy singel, "Stay", został udostępniony w internecie 11 marca 2009.

## Lista utworów
1. "Indian Summer" (Chris Whitley) – 4:43
2. "Free" – 3:56
3. "Stay" – 3:33
4. "Mountains to Move " – 5:46
5. "Glass" – 3:53
6. "Lover Be Strong" – 4:28
7. "Dancing Shoes" – 3:46
8. "Waterfall" – 4:41
9. "Why Do the Men Stray?" – 3:05
10. "Never the Same" – 4:19 (iTunes)

## Odbiór
Krytycy generalnie wystawili albumowi pochlebne opinie. Dziennik USA Today, który ocenił album na trzy gwiazdki przy maksymalnych czterech, tak skomentował decyzję: "DeGraw straszy dłuższymi bluesowymi momentami, których powaga jest chwilami aż przytłaczająca. Jednak za chwilę zniecierpliwienie znika... ten balans jest piękny.

## Notowania
Free w notowaniu Billboard 200 zajął 19. miejsce, sprzedając się w 29,000 egzemplarzach, podczas gdy poprzedni album, Gavin DeGraw zadebiutował na 7. pozycji w maju 2008, a sprzedaż wyniosła 66,000 kopii. W drugim tygodniu po wydaniu, album spadł na 97. miejsce na liście.
| Notowanie (2008)         | Najwyższa pozycja |
| ------------------------ | ----------------- |
| Danish Albums Chart      | 29                |
| Swiss Albums Chart       | 96                |
| Netherlands Albums Chart | 76                |
| U.S. Billboard 200       | 19                |